# Пошта Кабо Верде
Correios de Cabo Verde — національний оператор поштового зв'язку Кабо-Верде зі штаб-квартирою в Праї. Є державним підприємством у формі товариства з обмеженою відповідальністю. Член Всесвітнього поштового союзу.